# Francesco Calzona
Francesco Calzona, né le 24 octobre 1968 à Vibo Valentia, est un footballeur italien reconverti entraîneur, et actuel sélectionneur de la Slovaquie.

## Biographie
Francesco Calzona joue trois matchs de Serie B et un match de Coupe d'Italie avec l'US Arezzo en 1985. Il joue ensuite pour plusieurs équipes amateurs, et termine sa carrière de joueur en 2000 avec le club de Tegoleto.
Calzona commence sa carrière d'entraîneur en 2004 pour le club de Castiglionese, club toscan du championnat de Promotion, le sixième échelon national. Il travaille alors également comme représentant commercial dans un café. C'est dans le cadre professionnel qu'il rencontre un certain Maurizio Sarri, qui est alors promoteur financier d'une banque.
En 2007, il devient l'entraîneur adjoint de Maurizio Sarri à l'US Avellino en Serie B. Il suit Sarri durant huit saisons dans les clubs de l'Hellas Vérone, de Pérouse, d'Empoli puis de Naples.
En 2020, il intègre le Cagliari Calcio en tant qu'adjoint d'Eusebio Di Francesco. En 2021, il fait son retour au Napoli dans le staff de Luciano Spalletti.
Le 30 août 2022, il est nommé sélectionneur de l'équipe nationale de Slovaquie, après avoir été contacté par son ancien joueur Marek Hamšík. Il dirige son premier match international le 22 septembre 2022 dans le cadre d'une défaite contre l'Azerbaïdjan en Ligue des nations. Il parvient à qualifier la Slovaquie à l'Euro 2024, en terminant à la deuxième place du groupe de qualification derrière le Portugal.
Le 19 février 2024, il est nommé entraîneur principal du SSC Napoli, le troisième de la saison après Rudi Garcia et Walter Mazzarri. Il s'engage jusqu'à la fin de la saison, tout en gardant son poste de sélectionneur de la Slovaquie en parallèle. Il dirige son premier match deux jours plus tard en huitièmes de finale aller contre le FC Barcelone.
Sa formation préférée est un 4-3-3.
Francesco Calzona est un supporter de l'US Catanzaro depuis son enfance.